# 合同矩阵
在线性代数，特别是二次型理论中，常常用到矩阵间的合同关系。两个矩阵{\displaystyle A}和{\displaystyle B}是合同的，如果有同数域上的可逆矩阵 {\displaystyle P}，使得
{\displaystyle A=P^{\mathrm {T} }BP\,}。
其中的{\displaystyle P^{\mathrm {T} }}表示矩阵{\displaystyle P}的转置矩阵。
对于二次型的矩阵表示来说，做一次非退化的线性替换相当于将二次型的矩阵变为一个与其合同的矩阵。
在有限维线性空间中同一双线性函数在不同基下的度量矩阵是合同的。

## 性质
合同关系是一个等价关系，也就是说满足：
反身性：{\displaystyle A=I_{n}^{\mathrm {T} }AI_{n}}
对称性：{\displaystyle A}合同于{\displaystyle B}，则可以推出{\displaystyle B}合同于{\displaystyle A}。
传递性：{\displaystyle A}合同于{\displaystyle B}，{\displaystyle B}合同于{\displaystyle C}，则可以推出{\displaystyle A}合同于{\displaystyle C}。
合同类矩阵具有相等的秩和正惯性指数，秩和正惯性指数是合同关系下的完全不变量，即如果两个矩阵合同等价于他们的秩和正惯性指数相等。
由于每个二次型都可以经过线性替换变成若干个平方和的形式，对于矩阵来说，就是每个对称矩阵都合同于一个对角矩阵，后者称为一个标准形。根据谱定理，替换的过渡矩阵可以是一个正交矩阵。
如果不考虑替换矩阵的正交性，那么在复数域中，每个对称矩阵都合同于一个对角线上元素只由0和1构成的对角矩阵。对角线上的1的个数等于原来的矩阵的秩。因此每个可逆的对称矩阵都合同于单位矩阵。
在实数域中，根据惯性定理，每个对称矩阵都合同于一个对角线上元素只由0和正负1构成的对角矩阵。如果设1的个数是p，-1的个数是q，那么给定(p,q)后，就确定了一个关于合同关系的等价类。数对(p,q)称为一个对称矩阵（或相应二次型）的惯性指数其中1的个数p称为正惯性指数， -1的个数q称为负惯性指数， p-q叫做符号差。据此可以得出：合同关系将所有的对称矩阵分为{\displaystyle {(n+2)(n+1) \over 2}} 个等价类。

## 正定二次型
如果{\textstyle \forall \alpha \in \mathbb {R} ^{n}}，且{\textstyle \alpha \neq 0}，都有{\textstyle \alpha ^{'}A\alpha \geq 0},那么这个二次型被称为半正定的，它对应的对称矩阵在实数域内合同到一个一个对角线上元素只由0和1构成的对角矩阵。
如果一个二次型的矩阵在实数域内合同于单位矩阵，那么称其为正定二次型。一个二次型是半正定二次型当且仅当它的正惯性指数等于它对应的矩阵的秩；是正定二次型当且仅当它的正惯性指数是 n。 正定二次型必然是可逆矩阵，而且它的顺序主子式全部大于0。
同样的可以定义半负定、负定和不定的二次型。